# À boire
À boire è un film del 2004 diretto da Marion Vernoux.